# Río de Alta

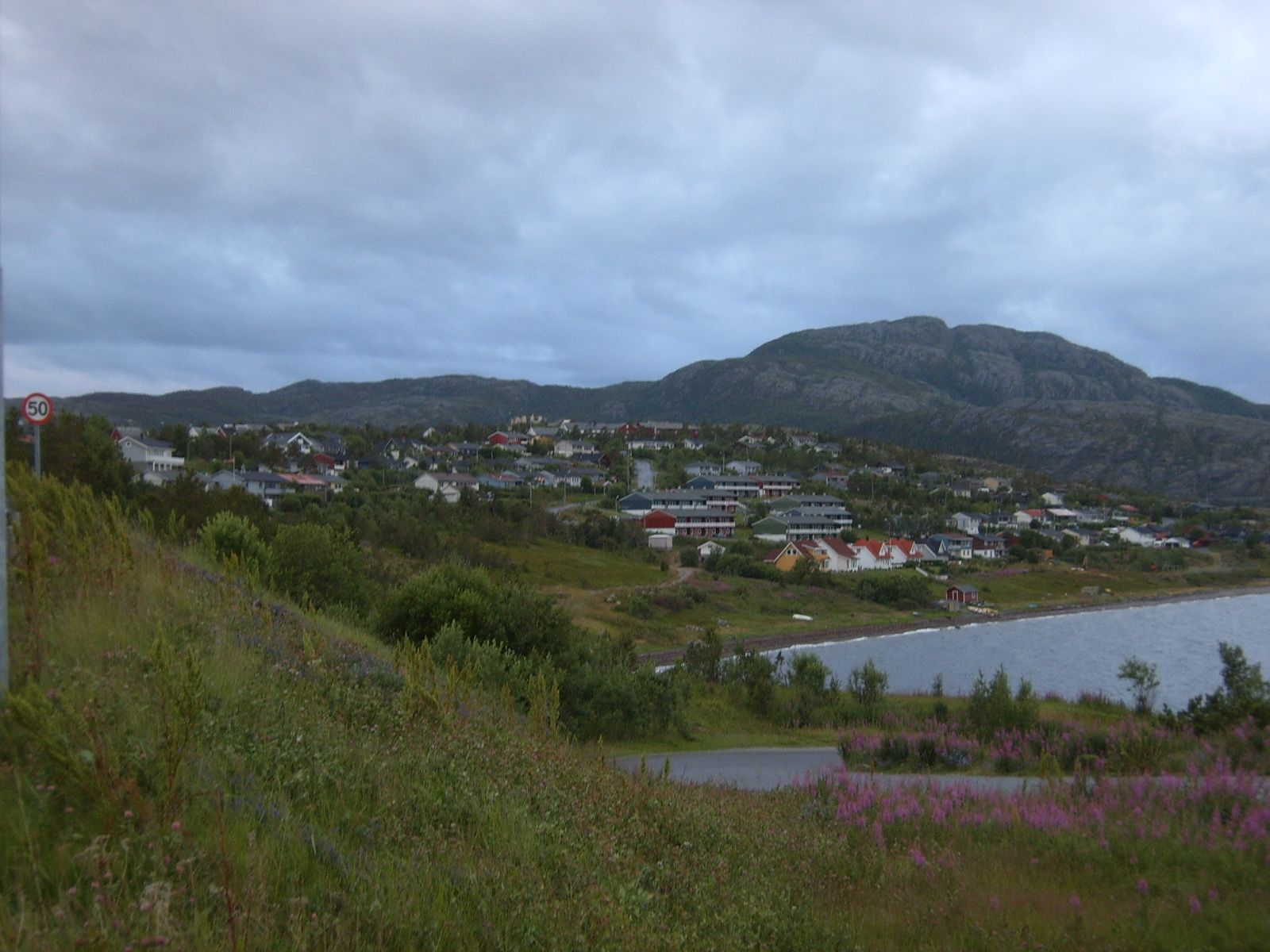
Vista de la localidad de Alta, en la desembocadura del río

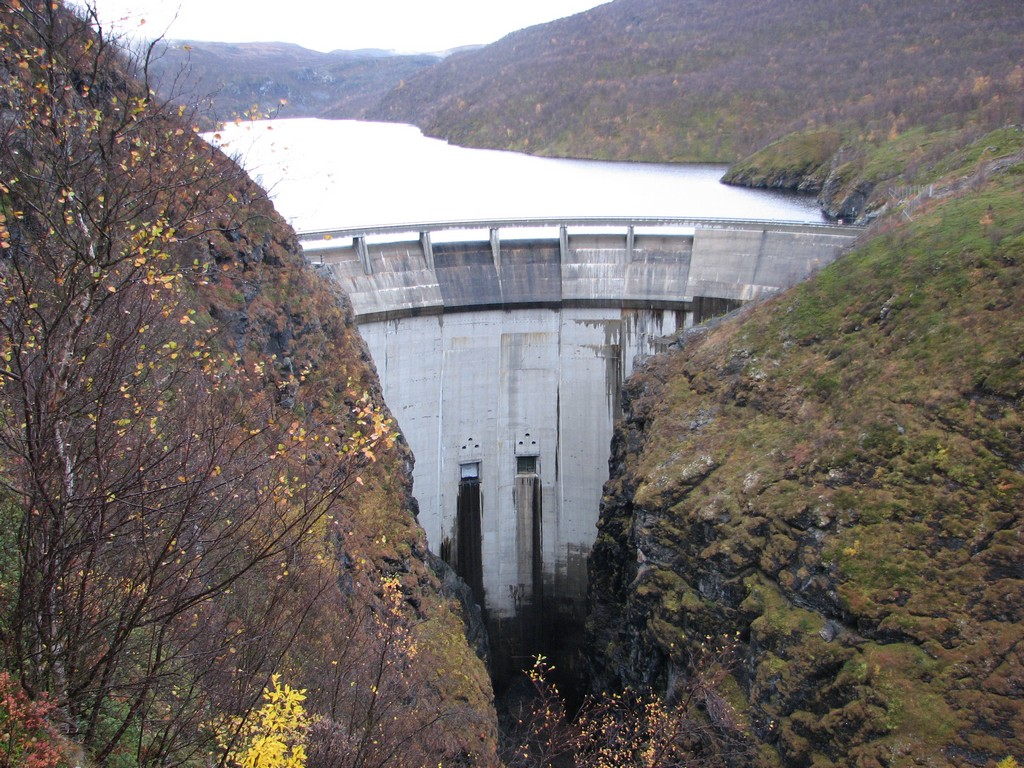
Vista de la presa de la central de Alta

El río de Alta, a veces Altaelva (en noruego: Altaelva; en sami septentrional: Álttáeatnu; en kven: Alattionjoki)  es un río de Noruega que discurre por el norte del país, íntegramente por el condado de Finnmark, siendo el tercer río más largo del condado. El río nace en las montañas y lagos del municipio de Kautokeino, cerca de la frontera con el condado de Troms y con Finlandia, al sur del Parque nacional Reisa. El río recorre 240 km en dirección general norte, hasta entrar en el municipio de Alta donde desemboca, en la ciudad homónima de Alta, en el fiordo de Alta. El río ha labrado el Sautso, uno de los cañones más profundos de Europa del norte en su camino desde la alta meseta de Finnmarksvidda hasta el mar (de unos 12 km y 300-420 m de profundidad). Las localidades de Kautokeino y Masi se encuentran a lo largo del río, además de la ya mencionada ciudad de Alta.
Durante las décadas de 1970 y 1980, el río dio lugar a la conocida como controversia de Alta con respecto a la construcción de una central hidroeléctrica. La Central eléctrica de Alta finalmente fue construida en 1987, creando el embalse-lago de Virdnejávri.
El río es uno de los mejores ríos salmoneros de Noruega, conocido por sus salmones de gran tamaño. En otros tiempos, se registraron salmones de hasta 33 kg y aún hoy hay capturas de 24 kg. En 2011, se pescaron en el río 1.082 salmones de al menos 7 kg.

## Etimología
‘Altaelva’, en noruego, significa literalmente ‘río de Alta' en español. El nombre en sami septentrional es Álttáeatnu y en idioma kven es Alattionjoki.  La parte del río que está aguas arriba (al sur) de la presa de Alta también se llama  Kautokeinoelva, que significa ‘río de Kautokeino’, ya que esa parte del río se encuentra en el municipio de Kautokeino. Esta parte del río es también conocida como Guovdageaineatnu o Eatnu en  sami septentrional.